# Удова і три сини (дума)
«Дума про вдову і три сини» — старовинна українська дума на соціально-побутову тему про стосунки між вдовою і її синами.

## Сюжет
В думі йдеться про вдову, що віддавала кожну копійчину на життя своїх синів, щоб вони гарно жили, побудувала їм домівки, навчила всьому. Сини , коли виросли, прогнали свою матір, щоб вона їх не соромила перед панами. Вдова подалася до чужого двору, де її прийняли. Через деякий час сини прийшли молити прощення у матері, але вона не пробачила їм , так і померла на чужині.

## Музика
У 1872 році в збірнику «Двісті шістнадцять народних українських наспівів» професора Олександра Рубця, було вміщено уривок мелодії думи «Бідна вдова і три сини». Довгий час цей запис належно недооцінювався у зв'язку з тим, що він набагато відрізнявся від записів які зробив пізніше Микола Лисенко та Філарет Колесса, але з появою останнім часом раніше недрукованих праць етнографа Климента Квітки, запис був «реабілітований».
Квітка писав: «У ладовому відношенні цей запис навряд чи можна поставити у генетичний зв'язок з наспівами полтавських та харківських кобзарів, зафіксованими Ф. Колессою. Запис О. Рубця є доказом існування іншої кобзарської традиції».
У праці «Характеристика музыкальных особенностей украинских дум и песен, исполняемых кобзарем Остапом Вересаем», Лисенко опублікував тексти і мелодії двох дум між ними і «Бідна вдова і три сини». Від миргородського кобзаря Опанаса Баря (Савченка) Філарет Колесса записав мелодію думи «Про удову» в 1910 р. Від миргородського кобзаря Платона Кравченка Філарет Колесса зробив запис в 1910 р.

## Виконавці

### Кобзарі
- О. Вересай,
- Михайло Кравченко,
- О. Барь-Савченко,
- Платон Кравченко,
- Явдоха Пилипенко,
- Микола Дубина,
- Гнат Гончаренко,
- Степан Пасюга,
- Іван Кучугура-Кучеренко,
- Петро Древченко,
- Єгор Мовчан,

### Бандуристи
- Опанас Сластіон,
- Михайло Полотай,
- Георгій Ткаченко,

### Лірники
- А. Скоба,
- Олександр Гришко,
- С. Говтань,
- А. Гребінь,